# Taganskaja (stanice metra v Moskvě)
Taganskaja (rusky Таганская) je stanice Moskevského metra. Jedná se o podzemní přestupní stanici v centru města; protínají se zde linky Kolcevaja a Tagansko-Krasnopresněnskaja. Každá z těchto linek má vlastní nástupiště; ta se nacházejí ve dvou úrovních a jsou propojena přestupní chodbou.

## Nástupiště na Kolcevské lince
Na Kolcevské lince je stanice trojlodní ražená, se zkrácenou délkou střední lodě a přestupní chodbou vyvedenou z prostředku nástupiště kolmo k jeho ose ven. Podpírají ji masivní pilíře (založení stanice je 53 m pod zemí), s velkým povrchovým vestibulem ji spojuje eskalátorový tunel. Hlavními ozdobnými prvky na nástupišti jsou mozaiky z keramických dlaždic, vyobrazující hrdiny Rudé armády; na slepém konci středního tunelu stanice je též umístěn velký reliéf se sovětskými vojáky. Stanice byla otevřena jako jedna z prvních na okružní lince 1. ledna 1950.

## Nástupiště na Tangansko-Krasnopresněnské lince
Tato část stanice je mělčeji založena, 36 m hluboko; též se jedná o nástupiště trojlodní ražené pilířové. Vychází odsud přestupní chodby do druhé části stanice a na Kalininskou linku, do stanici Marksistskaja. Architektonicky je tato část stanice – kromě toho, že je novější; funguje od 31. prosince 1966 – mnohem strožší; uplatnil se více modernistický přístup. Obklad stěn za nástupištěm tvoří dlaždice, stěn střední lodě a pilířů pak mramor v různých barvách. Severním směrem za stanicí se nacházejí odstavné koleje, které sloužily až do roku 1971, než byla linka prodloužena.